# Тафийцы
Тафи́йцы (тафосцы, та́фии, др.-греч. Τάφιοι) и телебо́и (др.-греч. Τηλεβόαι) — мифический народ, упоминаемый у Гомера, (Псевдо-)Аполлодора и других античных авторов. Они населяли, по преданию, Акарнанию и Тафийские острова и были опытны в мореплавании.
О происхождении тафийцев рассказывает Аполлодор:

От Местора и Лисидики, дочери Пелопса, родилась Гиппотоя. Её похитил Посейдон и, перенеся её на Эхинадские острова, сошелся с ней. От этого союза родился Тафий, который колонизовал остров Тафос и назвал народ, обитавший там, телебоями, потому что ушел далеко от родины.
(Аполлодор, Мифологическая библиотека,II,4,5.)
В этом случае название народа понимается как «далеко живущие».
У Гомера («Одиссея») упоминаются как морские торговцы и пираты. Участвуют в мифах об Электрионе и Амфитрионе:

Когда Электрион был царем Микен, пришли сыновья Птерелая вместе с тафийцами и стали требовать возвращения удела, принадлежавшего Местору, деду Тафия с материнской стороны. Когда же Электрион отказался это сделать, те стали угонять его коров. Сыновья Электриона пытались обороняться, и тогда их вызвали на бой, в котором противники перебили друг друга. Из сыновей Электриона уцелел только один Ликимний, который был тогда еще очень юным, а из сыновей Птерелая — Эвер, который стоял на страже у кораблей.
Те из тафийцев, которые смогли убежать, отплыли, захватив угнанный скот, и передали его царю элейцев Поликсену, но Амфитрион выкупил скот и пригнал его обратно в Микены.
(Аполлодор, Мифологическая библиотека,II,4,6.)